# Chloroclystis immixtaria
Chloroclystis immixtaria là một loài bướm đêm trong họ Geometridae.